# 上越市立明治小学校
上越市立明治小学校（じょうえつしりつめいじしょうがっこう）は、新潟県上越市頸城区にある公立小学校である。

## 概要
豊かな自然に囲まれた環境で1974年（昭和49年）に新潟県の愛鳥モデル校に指定されてからの33年間、愛鳥保護活動を地域一体となって行っている。

## 沿革

### 経緯
頸城村立明治南小学校、頸城村立明治東小学校、頸城村立明治小学校の3校を統合して開校した。

### 年表
- 1974年（昭和49年）4月 - 新潟県の愛鳥モデル校に指定される。
- 1975年（昭和50年）4月 - 3校を統合し、頸城村立明治中学校として開校。
- 2005年（平成17年）1月 - 合併に伴い上越市立明治小学校に改称。

## 教育目標
めざせいきいき明治っ子
～はきはきどんどんぐんぐん～

## 行事
- 音読集会
- 文化祭
- スキー教室

## 主な進学先
- 上越市立頸城中学校